# Prin-Deyrançon
Prin-Deyrançon è un comune francese di 605 abitanti situato nel dipartimento delle Deux-Sèvres nella regione della Nuova Aquitania.

## Società

### Evoluzione demografica
Abitanti censiti